# Miracast
Miracast est une technologie pour lier sans fil un écran de télé à un smartphone ou une tablette dont le contenu apparait sur l'écran de télé.
L'utilisateur peut ainsi surfer sans télécommande sur le grand écran de sa télévision. Il peut utiliser les favoris du navigateur de son smartphone ou sa tablette, où ceux d'une personne présente dans la pièce
Cette technologie est développée par le consortium Wi-Fi Alliance. Elle permetta le partage des signaux vidéo/audio affichés sur un appareil mobile vers un diffuseur (TV / moniteur), et vice versa, sans nécessiter de connexion filaire entre les deux équipements et sans passer par un routeur. Il s’agit d’une connexion de type P2P (peer-to-peer) qui établit un lien direct entre les deux objets.
Les fonctions Miracast reposent sur :
- Le WiFi Direct et le WiFi 802.11n pour la connectivité.
- Le codec H.264 avec une résolution théorique Full HD 1080p (jusqu'à 60 ips) pour la vidéo.[réf. nécessaire]
- Un flux audio classique stéréo (2 canaux, PCM, 44 ou 48 kHz) ainsi que sur les flux audio multi-canaux (AC3 par exemple) pour la partie audio.
- Le HDCP 2.0 pour autoriser la lecture de contenus protégés comme les Blu-ray ou des films à la demande.
- Le protocole WPA2 pour sécuriser le signal entre les deux appareils connectés.

Miracast est une alternative universelle aux solutions propriétaires WiDi d'Intel, AirPlay d'Apple et Google Cast des Chromecast.  
Cette technologie est notamment supportée par Google Android 4.2, par Windows RT 8.1 et Windows 10 (Mobile).
Parmi les appareils utilisant cette technologie, on peut citer les nombreuses clés miracast, majoritairement de marques chinoises depuis 2012.
Le 23 septembre 2014, Microsoft annonce la sortie de son adaptateur wifi "Microsoft Wireless Display Adapter" qui repose sur Miracast. Cet adaptateur supporte Windows 8.1, Windows Phone 8.1, Windows 10 (mobile) et Android 4.2.1 (et supérieure).
La clé Fire TV Stick d'Amazon propose aussi cette option.